# Boyé
Boyé, es una población y una delegación del municipio de Cadereyta de Montes, está ubicada al oriente del estado de Querétaro, en México.

## Toponimia
El nombre de la población es otomí.

## Historia
Es una localidad fundada sobre lo que era el territorio de los otomíes, surge a partir de la prolongación del camino real hacia Xilitla, San Luis Potosí. Es reconocido por la venta de pulque y barbacoa en el estado.